# Александар Сухоруков
Алрксандар Николајевич Сухоруков (рус. Алекса́ндр Никола́евич Сухору́ков; Ухта, 22. фебруар 1988) је руски пливач слободним стилом. Члан је руске пливачке репрезентације од 2004. године. Живи и тренира у Санкт Петербургу.
На Олимпијским играма 2008. у Пекингу освојио је сребрну медаљу, као члан штафете Русије у пливању на 4 × 200 м слободно у саставу: Александар Сухоруков, Данила Изотов, Јевгениј Лагунов, Михаил Полищук и Никита Лобинцев. Михаил Полишук је пливао у квалификацијама.
На Светском првенству 2009. у Риму пливао је и у финалима трке штафета 4 х 100 и 4 х 200 метара слободним стилом и у обе трке Руси су освојили сребрну медаљу.
Успех је поновио и на Европском првенству 2010. у Будимпешти, када је у трци штафета 4 х 200 метара слободним стилом освојио златну медаљу.
Злато је освојио и на Светском првенство у пливању у кратким базенима 2008. у Манчестеру опет у штафети али овога пута 4 х 100 метара слободно.

## Награде и одликовања
За своје успехе и заслуге у Русији је одликован као:
- Заслужни мајстор спорта Русије и
- Орден Заслуга за отаџбину — за изузетан допринос развоју физичке културе и спорта, високе спортске успехе на Олимпијским играма 2008. године у Пекингу.[2]

## Лични рекорди Александра Сухорукова
16. август 2010.
| Дисциплина     | Базен | Резултат | Датум              | Место                   | Такмичење.                | Бел. |
| -------------- | ----- | -------- | ------------------ | ----------------------- | ------------------------- | ---- |
| 50 м слободно  | 50 м  | 22,89    | 8. јун 2008.       | Москва Русија           | Првенство Русије 2008.    |      |
| 50 м слободно  | 25 м  | 21,89    | 9. фебруар 2009.   | Санкт Петербург Русија  | Првенство Русије 2009.    |      |
| 100 м слободно | 50 м  | 49,02    | 30. април 2009.    | Москва Русија           | Првенство Русије 2009.    |      |
| 100 м слободно | 25 м  | 46,94    | 19. децембар 2009. | Санкт Петербург Русија  | Владимир Саљников куп     |      |
| 200 м слободно | 50 м  | 1:46,63  | 27. април 2009.    | Москва, Русија          | Првенство Русије 2009.    |      |
| 200 м слободно | 25 м  | 1:42,06  | 20. децембар 2009. | Санкт Петербург Русија  | Владимир Саљников куп     |      |
| 400 м слободно | 25 м  | 3:57,41  | 26. јануар 2005.   | Москва, Русија          | ФИНА светски куп 2004/05  |      |
| 800 м слободно | 50 м  | 8:25,33  | 24. март 2008.     | Самара Русија           | Зимско првенство Русије   |      |
| 100 м делфин   | 50 м  | 58,12    | 26. мај 2006.      | Волгоград Русија        | Руско јуниорско првенство |      |
| 100 м мешовито | 25 м  | 55,75    | 15. октобар 2009.  | Санкт Петербург, Русија |                           |      |